# Qui squadra mobile
Qui, squadra mobile è una serie televisiva di genere poliziesco prodotta dalla Rai per l'allora Programma Nazionale (l'odierna Rai 1) e trasmessa a partire dall'8 maggio 1973. È stata trasmessa nella prima serata del martedì (che all'epoca iniziava alle ore 20.30).
Ne fu poi realizzata una seconda stagione, trasmessa nel 1976 sempre sul primo canale Rai (nel frattempo ribattezzato, a seguito della riforma del 1975, Rete 1).
È ricordata anche per le sigle musicali di apertura e chiusura 113 e Dinamica della fuga, firmate dal duo Gianni Meccia e Bruno Zambrini nella prima serie e per le sigle di apertura e di chiusura Qui Squadra Mobile e Le strade di Roma di Francesco De Masi nella seconda.

## Produzione
La serie televisiva, il cui sottotitolo è cronache di Polizia giudiziaria, riscuote all'epoca un ampio consenso di pubblico. Le trame propongono argomenti scottanti e caratteristici della realtà, quali principalmente la diffusa delinquenza degli anni di piombo, lo scontro tra istituzioni e contestazione giovanile e, in qualche raro caso, i servizi deviati e le trame nere. L'idea alla base è quella di portare sul piccolo schermo un filone di successo, addolcendolo per un pubblico di famiglie rendendo meno spigoloso il carattere dei personaggi e meno scabrosi il linguaggio e i temi trattati.
La regia televisiva viene affidata ad Anton Giulio Majano, comprovato regista televisivo di successo con alle spalle produzioni come La cittadella (1964), Tenente Sheridan: La donna di fiori (1965), La freccia nera (1968), E le stelle stanno a guardare (1971). Majano collabora anche alla sceneggiatura del duo Massimo Felisatti e Fabio Pittorru, mentre Bruno Gambarotta, all'epoca dirigente Rai, è delegato alla produzione.
Le vicende narrate sono ambientate a Roma e sono ispirate ad episodi di cronaca nera e giudiziaria (rapine, delitti, estorsioni) realmente accaduti nella capitale nei primi anni settanta. La sceneggiatura è infatti il frutto di ricerche compiute su incartamenti presenti negli archivi di polizia.
Grazie al successo della prima stagione, composta da sei episodi e trasmessa nel 1973, nel 1976 ne viene prodotta una seconda, composta anch'essa da sei episodi.

## Trasmissione e distribuzione
La prima stagione della serie viene trasmessa dal Programma Nazionale dall'8 maggio al 12 giugno 1973. La seconda stagione di Qui, squadra mobile viene irradiata, sempre sul primo canale Rai (divenuto nel frattempo Rete 1), alle 20:45, dal 7 settembre al 12 ottobre 1976.
La serie è stata distribuita in home video in quattro DVD, a uscite periodiche in edicola, dalla Fabbri Editori nel 2010, successivamente è stata ripubblicata, raccolta in due cofanetti, da Elleu Multimedia.

## Interpreti
Il cast della serie è composto da un gruppo di personaggi fissi affiancati da attori ospiti. I protagonisti sono Giancarlo Sbragia nei panni del commissario Antonio Carraro, capo della squadra mobile, e Orazio Orlando, nella parte di Fernando Solmi, responsabile della sezione omicidi. A costoro vengono affiancati personaggi estemporanei, sullo stile della precedente e collaudata serie del tenente Sheridan.
Nella seconda stagione del 1976 subentrano alcuni nuovi attori, quale ad esempio Luigi Vannucchi, nelle vesti del nuovo capo della mobile, Guido Salemi, che viene a rimpiazzare Giancarlo Sbragia, che lascia la serie perché impegnato in teatro..
Il personaggio del commissario Leonello Astolfi, interpretato da Gino Lavagetto, viene "trasferito" da capo della sezione furti nella prima serie, a capo della sezione narcotici nella seconda. Evidentemente la scelta degli sceneggiatori è dovuta alla possibilità di trarre maggiori spunti narrativi dalle più attuali vicende legate all'uso degli stupefacenti.

## Episodi
| Stagione         | Episodi | Prima TV Italia |
| ---------------- | ------- | --------------- |
| Prima stagione   | 6       | 1973            |
| Seconda stagione | 6       | 1976            |

## Opere derivate
Sul medesimo argomento i due autori, Felisatti e Pittorru, hanno scritto cinque storie raccolte in un libro dallo stesso titolo della serie, Qui, squadra mobile (non si sa se destinate ad essere ridotte per la televisione), pubblicate per i tipi di Garzanti-Vallardi solo nel 1978, sull'onda del successo ottenuto anche dalla seconda stagione. I titoli dei cinque racconti sono, come d'uso, in linea con l'argomento di genere poliziesco: A scopo di libidine, La madama, La morte con le ali bianche, La pista degli intoccabili, Telefoni sotto controllo.

## Luoghi delle riprese
Molti tra i luoghi delle riprese sono veritieri, tra i quali la sede della Polizia Fluviale all'Isola Tiberina, quella della Polizia Scientifica alla Criminalpol all'EUR e la piscina di Lungotevere Flaminio presso il circolo dei funzionari della Pubblica Sicurezza.

## Colonne sonore
Nella prima serie, ad eccezione delle sigle di testa e di coda, appositamente realizzate, le musiche utilizzate sono estranee alla serie stessa e sono scelte da Lucia De Laurentis.
Nel corso degli episodi vengono utilizzati diversi brani, tra i quali:
Dagger & Cloak di ShrapKnel;
Synthi Bossa Nova di Piero Umiliani;
Flautiana di Alessandro Alessandroni;
Beni perduti di Fiorenzo Carpi;
The earl of Salisbury - Pavana di Georg Gruntz;
Pelle di luna di Piero Umiliani;
No, you won't di Quincy Jones;
Chi mai? di Ennio Morricone;
E se domani di Mina.
Nella seconda serie, le musiche sono di Francesco De Masi. La sigla iniziale, intitolata Qui, Squadra Mobile è il lato B del 45 giri, nel quale il brano principale è la sigla di chiusura Le strade di Roma.
A commento di varie scene dell'episodio Omissione di soccorso, si può ascoltare il brano La gatta di Gino Paoli.

## Curiosità
Dato che la serie viene realizzata in collaborazione con la Questura di Roma, nella sceneggiatura vengono utilizzati i reali codici radio, quali "Doppia Vela 21" (nome in codice della centrale, dall'apparecchiatura Westinghouse modello 21), "Siena-Monza" (che contraddistingue ancora oggi i veicoli della Squadra Mobile), "Padova-Siena" (per l'autolaboratorio della Polizia Scientifica) "Polfem", per le pattuglie della Polizia Femminile e "Volante" per quelle adibite al servizio di prevenzione sul territorio e di pronto intervento.
Tutti i veicoli utilizzati per le riprese sono autentici e vengono forniti dalla Questura di Roma, così come il personale di Polizia alla loro guida.
Tra i mezzi impiegati, le Alfa Romeo Giulia Super 1.6 e Alfa Romeo Alfetta 1.8, la Fiat 1100 R della Polizia Femminile, il furgone Fiat 1100 T2 autolaboratorio della Polizia Scientifica, le Moto Guzzi V7 ed un elicottero Agusta-Bell 206. La voce del pilota dell'elicottero, nell'episodio Il botto, è del celebre attore e doppiatore Bruno Alessandro.
Nella sequenza finale dell'episodio Rapina a mano armata compare anche una particolare versione della Alfa Romeo Giulia Super 1,6, dotata di parabrezza protetto, tetto apribile e scorrevole e priva di lampeggiatore sul tetto ed utilizzata soprattutto nella prima metà degli anni Settanta. Anche questa vettura è rigorosamente originale ed è una dei trenta esemplari assegnati nelle principali questure italiane tra la fine del 1970 ed il 1972.
Anche le auto di scena della polizia in colori civili Alfa Romeo Giulia Super 1,6 e TI e Super 1,3, sono realmente vetture della Squadra Mobile.
L'unico tra i protagonisti ad utilizzare una Fiat in luogo di un'Alfa Romeo Giulia è il commissario Fernando Solmi, interpretato da Orazio Orlando che nella prima serie utilizza una Fiat 128 e nella seconda una Fiat 131 Mirafiori.
Nella sigla finale della seconda serie viene utilizzata una Alfa Romeo Alfetta 1.8 appena riverniciata nei nuovi colori azzurro medio-bianco, presentati tra la fine delle riprese e la post-produzione e messa in onda degli episodi, all'inizio del 1976. Nel 1975 il colore delle veicoli della polizia era infatti ancora grigioverde. La vettura è protagonista della ripresa notturna tra via Veneto e Porta Pinciana.